# اب هارتلی
اب هارتلی (انگلیسی: Abe Hartley; ۸ فوریهٔ ۱۸۷۲ – ۹ اکتبر ۱۹۰۹) فوتبالیست اهل پادشاهی متحد بریتانیای کبیر و ایرلند بود.
از باشگاه‌هایی که در آن بازی کرده‌است می‌توان به باشگاه فوتبال آرسنال، باشگاه فوتبال برنلی، باشگاه فوتبال دومبارتون، باشگاه فوتبال اورتون، باشگاه فوتبال لیورپول، و باشگاه فوتبال ساوت‌همپتون اشاره کرد.